# Journal of the International Association of Tibetan Studies
Le Journal of the International Association of Tibetan Studies ou JIATS est une revue scientifique anglophone à comité de lecture spécialisée ès études tibétaines et consultable en ligne en libre accès. C'est l'organe officiel de l'Association internationale des études tibétaines (en anglais International Association of Tibetan Studies ou IATS), qui organise le plus important colloque universitaire au monde sur les études tibétaines, colloque dont les communications sont publiées dans la série des Actes de l'association internationale des études tibétaines (en anglais Proceedings of the International Association of Tibetan Studies ou PIATS). 
La revue JIATS est hébergée par la Bibliothèque numérique tibétaine et himalayenne (en anglais Tibetan and Himalayan Digital Library ou THDL) en ligne et, de ce fait, les articles peuvent comporter un contenu numérique tel que des cartes, des enregistrements audio, des images, et des vidéos. La revue JIATS n'est pas publiée dans une version imprimée.
Les rédacteurs en chef actuels sont José Ignacio Cabezón (Université de Californie à Santa Barbara), et David Germano (Université de Virginie, à Charlottesville). 